# نادي العرائش الرياضي
 نادي كرة قدم العرائش Club de futbol Larache  هو نادٍ رياضي مغربي من مدينة العرائش. تم إنشاؤه أيام الاستعمار من طرف بعض المعمرين الإسبان المقيمين في المدينة. مارس في الأقسام الشرفية الإسبانية إلى 1956 وهي سنة استقلال المغرب. كان يشكل مع نادي باطروناطو العرائش ديربي مدينة العرائش وبنكهة إسبانية كانت تتسم بالندية والتنافسية في جميع المباريات. ما زال الاتحاد الإسباني لكرة القدم يحتفظ بجميع صور هذا النادي وباقي فرق الشمال المغربي التي كانت منضوية تحت لوائه.

خارطة تمثل منطقة نفوذ إسبانيا شمال المغرب إبان عهد الاستعمار.
علم إقليم المغرب الإسباني إبان عهد الاستعمار.